# Dexia varivittata
Dexia varivittata là một loài ruồi trong họ Tachinidae.